# Mistrzostwa Europy w Lekkoatletyce 1974 – bieg na 400 m kobiet
Bieg na dystansie 400 metrów kobiet był jedną z konkurencji rozgrywanych podczas XI Mistrzostw Europy w Rzymie. Biegi eliminacyjne zostały rozegrane 2 września, biegi półfinałowe 3 września, a bieg finałowy 4 września 1974 roku. Zwyciężczynią tej konkurencji została reprezentantka Finlandii Riitta Salin. W rywalizacji wzięły udział dwadzieścia trzy zawodniczki z dwunastu reprezentacji.

## Rekordy
| Rekord świata     | Irena Szewińska (POL) | 49,9 | Warszawa, Polska | 22.06.1974 |
| Rekord Europy     | Irena Szewińska (POL) | 49,9 | Warszawa, Polska | 22.06.1974 |
| Rekord mistrzostw | Nicole Duclos (FRA)   | 51,7 | Ateny, Grecja    | 18.09.1969 |

## Wyniki

### Eliminacje
Rozegrano cztery biegi eliminacyjne. Do półfinałów awansowały po trzy najlepsze zawodniczki każdego biegu eliminacyjnego (Q), a także cztery spośród pozostałych z najlepszymi czasami (q).
Bieg 1
| Miejsce | Zawodniczka          | Czas  | Uwagi |
| ------- | -------------------- | ----- | ----- |
| 1       | Natalja Sokołowa     | 53,21 | Q     |
| 2       | Jozefína Čerchlanová | 53,23 | Q     |
| 3       | Danuta Piecyk        | 53,30 | Q     |
| 4       | Donna Hartley        | 53,49 |       |
| 5       | Dominique Forest     | 55,35 |       |

Bieg 2
| Miejsce | Zawodniczka         | Czas  | Uwagi |
| ------- | ------------------- | ----- | ----- |
| 1       | Riitta Salin        | 51,88 | Q     |
| 2       | Angelika Handt      | 52,21 | Q     |
| 3       | Krystyna Kacperczyk | 52,76 | Q     |
| 4       | Jannette Roscoe     | 53,28 | q     |
| 5       | Trudy Wunderink     | 53,30 | q     |
| 6       | Claire Walsh        | 54,15 |       |

Bieg 3
| Miejsce | Zawodniczka       | Czas  | Uwagi |
| ------- | ----------------- | ----- | ----- |
| 1       | Ellen Streidt     | 51,79 | Q     |
| 2       | Rita Wilden       | 51,91 | Q     |
| 3       | Karoline Käfer    | 52,20 | Q     |
| 4       | Rosine Wallez     | 52,82 | q     |
| 5       | Ingrīda Barkāne   | 53,01 | q     |
| 6       | Genowefa Nowaczyk | 53,34 |       |

Bieg 4
| Miejsce | Zawodniczka     | Czas  | Uwagi |
| ------- | --------------- | ----- | ----- |
| 1       | Nadieżda Iljina | 52,30 | Q     |
| 2       | Verona Bernard  | 52,46 | Q     |
| 3       | Jelica Pavličić | 53,11 | Q     |
| 4       | Pirjo Wilmi     | 53,43 |       |
| 5       | Karola Claus    | 54,26 |       |
| 6       | Irén Árva       | 54,90 |       |

### Półfinały
Rozegrano dwa półfinały. Do finału awansowały po cztery najlepsze zawodniczki każdego biegu półfinałowego (Q).
Półfinał 1
| Miejsce | Zawodniczka         | Czas  | Uwagi |
| ------- | ------------------- | ----- | ----- |
| 1       | Ellen Streidt       | 51,40 | Q     |
| 2       | Rita Wilden         | 51,46 | Q     |
| 3       | Nadieżda Iljina     | 51,65 | Q     |
| 4       | Jelica Pavličić     | 51,87 | Q     |
| 5       | Krystyna Kacperczyk | 52,07 |       |
| 6       | Jannette Roscoe     | 52,85 |       |
| 7       | Rosine Wallez       | 53,02 |       |
| 8       | Trudy Wunderink     | 53,46 |       |

Półfinał 2
| Miejsce | Zawodniczka          | Czas  | Uwagi |
| ------- | -------------------- | ----- | ----- |
| 1       | Riitta Salin         | 51,46 | Q     |
| 2       | Angelika Handt       | 51,67 | Q     |
| 3       | Karoline Käfer       | 52,14 | Q     |
| 4       | Verona Bernard       | 52,18 | Q     |
| 5       | Ingrīda Barkāne      | 52,52 |       |
| 6       | Danuta Piecyk        | 52,93 |       |
| 7       | Jozefína Čerchlanová | 53,77 |       |
| 8       | Natalja Sokołowa     | 53,82 |       |

### Finał
| Miejsce | Zawodniczka     | Czas  | Uwagi   |
| ------- | --------------- | ----- | ------- |
| 1       | Riitta Salin    | 50,14 | CR · NR |
| 2       | Ellen Streidt   | 50,69 | NR      |
| 3       | Rita Wilden     | 50,88 | NR      |
| 4       | Nadieżda Iljina | 51,22 | NR      |
| 5       | Angelika Handt  | 51,24 |         |
| 6       | Karoline Käfer  | 51,77 | NR      |
| 7       | Verona Bernard  | 52,61 |         |
| 8       | Jelica Pavličić | 53,01 |         |